# Estevão Brocardo de Matos
Estevão Brocardo de Matos (Pernambuco, c. 1780 — Desterro, 21 de fevereiro de 1845) foi um político brasileiro.
Casou com Maurícia Cândida de Carvalho. Com sua segunda mulher, Felizarda Amália da Costa, tiveram dentre outros a filha Maria Amália, que casou com João Pinto da Luz.
Foi deputado à Assembleia Legislativa Provincial de Santa Catarina na 3ª legislatura (1840 — 1841).